# Grabfeld (gmina)
Grabfeld – miejscowość i gmina w Niemczech, w kraju związkowym Turyngia, w powiecie Schmalkalden-Meiningen.
1 stycznia 2012 do gminy przyłączono gminę Bauerbach, która stała się automatycznie jej dzielnicą, a 1 stycznia 2019 gminę Wölfershausen.